# 1983-as NHL-draft
Az 1983-as NHL-draftot a kanadai Montréalban a Montréal Forumban tartották meg 1983. június 8-án. A St. Louis Blues nem draftolhatott miután a liga nem engedte meg az elköltözést Saskatoonba. Ez volt a 21. draft.

## A draft

### Első kör
| #  | Játékos         | Poszt       | Nemzetiség | NHL csapat            | Egyetem/junior/club csapat                |
| -- | --------------- | ----------- | ---------- | --------------------- | ----------------------------------------- |
| 1  | Brian Lawton    | Center      | USA        | Minnesota North Stars | Mount St. Charles Academy (USHS-RI)       |
| 2  | Sylvain Turgeon | Bal szélső  | CAN        | Hartford Whalers      | Hull Olympiques (QMJHL)                   |
| 3  | Pat LaFontaine  | Center      | USA        | New York Islanders    | Verdun Juniors (QMJHL)                    |
| 4  | Steve Yzerman   | Center      | CAN        | Detroit Red Wings     | Peterborough Petes (OHL)                  |
| 5  | Tom Barrasso    | Kapus       | USA        | Buffalo Sabres        | Acton-Boxboro H.S. (USHS-MA)              |
| 6  | John MacLean    | Jobb szélső | CAN        | New Jersey Devils     | Oshawa Generals (OHL)                     |
| 7  | Russ Courtnall  | Center      | CAN        | Toronto Maple Leafs   | Victoria Cougars (WHL)                    |
| 8  | Andrew McBain   | Jobb szélső | CAN        | Winnipeg Jets         | North Bay Centennials (OHL)               |
| 9  | Cam Neely       | Bal szélső  | CAN        | Vancouver Canucks     | Portland Winter Hawks (WHL)               |
| 10 | Normand Lacombe | Jobb szélső | CAN        | Buffalo Sabres        | University of New Hampshire (Hockey East) |
| 11 | Adam Creighton  | Center      | CAN        | Buffalo Sabres        | Ottawa 67's (OHL)                         |
| 12 | Dave Gagner     | Center      | CAN        | New York Rangers      | Brantford Alexanders (OHL)                |
| 13 | Dan Quinn       | Center      | CAN        | Calgary Flames        | Belleville Bulls (OHL)                    |
| 14 | Bobby Dollas    | Védő        | CAN        | Winnipeg Jets         | Laval Voisins (QMJHL)                     |
| 15 | Bob Errey       | Bal szélső  | CAN        | Pittsburgh Penguins   | Peterborough Petes (OHL)                  |
| 16 | Gerald Diduck   | Védő        | CAN        | New York Islanders    | Lethbridge Broncos (WHL)                  |
| 17 | Alfie Turcotte  | Center      | USA        | Montréal Canadiens    | Portland Winter Hawks (WHL)               |
| 18 | Bruce Cassidy   | Védő        | CAN        | Chicago Black Hawks   | Ottawa 67's (OHL)                         |
| 19 | Jeff Beukeboom  | Védő        | CAN        | Edmonton Oilers       | Sault Ste. Marie Greyhounds (OHL)         |
| 20 | David Jensen    | Center      | USA        | Hartford Whalers      | Lawrence Academy (USHS-MA)                |
| 21 | Nevin Markwart  | Bal szélső  | CAN        | Boston Bruins         | Regina Pats (WHL)                         |
|    |                 |             |            |                       |                                           |

### Második kör
| #  | Játékos           | Poszt       | Nemzetiség | NHL csapat            | Egyetem/junior/club csapat |
| -- | ----------------- | ----------- | ---------- | --------------------- | -------------------------- |
| 22 | Todd Charlesworth | Védő        | CAN        | Pittsburgh Penguins   | Oshawa (OHL)               |
| 23 | Ville Siren       | Védő        | FIN        | Hartford Whalers      | Tampere Ilves (Finnország) |
| 24 | Shawn Evans       | Védő        | CAN        | New Jersey Devils     | Peterborough (OHL)         |
| 25 | Lane Lambert      | Jobb szélső | CAN        | Detroit Red Wings     | Saskatoon (WHL)            |
| 26 | Claude Lemieux    | Jobb szélső | CAN        | Montréal Canadiens    | Trois-Rivieres (QMJHL)     |
| 27 | Sergio Momesso    | Bal szélső  | CAN        | Montréal Canadiens    | Shawinigan (QMJHL)         |
| 28 | Jeff Jackson      | Bal szélső  | CAN        | Toronto Maple Leafs   | Brantford (OHL)            |
| 29 | Brad Berry        | Védő        | CAN        | Winnipeg Jets         | St. Albert (AJHL)          |
| 30 | David Bruce       | Jobb szélső | CAN        | Vancouver Canucks     | Kitchener (OHL)            |
| 31 | John Tucker       | Centre      | CAN        | Buffalo Sabres        | Kitchener (OHL)            |
| 32 | Yves Heroux       | Jobb szélső | CAN        | Quebec Nordiques      | Chicoutimi (QMJHL)         |
| 33 | Randy Heath       | Bal szélső  | CAN        | New York Rangers      | Portland (WHL)             |
| 34 | Richard Hajdu     | Bal szélső  | CAN        | Buffalo Sabres        | Kamloops (WHL)             |
| 35 | Todd Francis      | Jobb szélső | CAN        | Montréal Canadiens    | Brantford (OHL)            |
| 36 | Malcolm Parks     | Center      | CAN        | Minnesota North Stars | St. Albert (AJHL)          |
| 37 | Garnet McKechney  | Jobb szélső | CAN        | New York Islanders    | Kitchener (OHL)            |
| 38 | Frank Musil       | Védő        | CZE        | Minnesota North Stars | Pardubice (Csehszlovákia)  |
| 39 | Wayne Presley     | Jobb szélső | USA        | Chicago Black Hawks   | Kitchener (OHL)            |
| 40 | Mike Golden       | Center      | USA        | Edmonton Oilers       | Reading (Mass. H.S.)       |
| 41 | Peter Zezel       | Center      | CAN        | Philadelphia Flyers   | Toronto (OHL)              |
| 42 | Greg Johnston     | Jobb szélső | CAN        | Boston Bruins         | Toronto (OHL)              |
|    |                   |             |            |                       |                            |

### Harmadik kör
| #  | Játékos           | Poszt       | Nemzetiség | NHL csapat            | Egyetem/junior/club csapat    |
| -- | ----------------- | ----------- | ---------- | --------------------- | ----------------------------- |
| 43 | Peter Taglianetti | Védő        | USA        | Winnipeg Jets         | Providence (ECAC)             |
| 44 | Derrick Smith     | Bal szélső  | CAN        | Philadelphia Flyers   | Peterborough (OHL)            |
| 45 | Daniel Letendre   | Jobb szélső | CAN        | Montréal Canadiens    | Quebec (QMJHL)                |
| 46 | Bob Probert       | Bal szélső  | CAN        | Detroit Red Wings     | Brantford (OHL)               |
| 47 | Bruce Shoebottom  | Védő        | CAN        | Los Angeles Kings     | Peterborough (OHL)            |
| 48 | Allan Bester      | Kapus       | CAN        | Toronto Maple Leafs   | Brantford (OHL)               |
| 49 | Vesa Salo         | Védő        | FIN        | New York Rangers      | Rauma (Finnország)            |
| 50 | Scott Tottle      | Jobb szélső | CAN        | Vancouver Canucks     | Peterborough (OHL)            |
| 51 | Brian Bradley     | Center      | CAN        | Calgary Flames        | London (OHL)                  |
| 52 | Bruce Bell        | Védő        | CAN        | Quebec Nordiques      | Windsor (OHL)                 |
| 53 | Gordie Walker     | Bal szélső  | CAN        | New York Rangers      | Portland (WHL)                |
| 54 | Iiro Jarvi        | Jobb szélső | FIN        | Quebec Nordiques      | Helsinki IFK Finland Jr.      |
| 55 | Perry Berezan     | Center      | CAN        | Calgary Flames        | St. Albert (AJHL)             |
| 56 | Mitch Messier     | Center      | CAN        | Minnesota North Stars | Notre Dame (Sask. Tier II)    |
| 57 | Mike Neill        | Védő        | CAN        | New York Islanders    | Sault Ste. Marie (OHL)        |
| 58 | Mike Rowe         | Védő        | CAN        | Pittsburgh Penguins   | Toronto (OHL)                 |
| 59 | Marc Bergevin     | Védő        | CAN        | Chicago Black Hawks   | Chicoutimi (QMJHL)            |
| 60 | Mike Flanagan     | Védő        | USA        | Edmonton Oilers       | Acton-Boxborough (Mass. H.S.) |
| 61 | Leif Karlsson     | Védő        | SWE        | Hartford Whalers      | Mora (Svédország)             |
| 62 | Greg Puhalski     | Bal szélső  | CAN        | Boston Bruins         | Kitchener (OHL)               |
|    |                   |             |            |                       |                               |

### Negyedik kör
| #  | Játékos           | Poszt       | Nemzetiség | NHL csapat            | Egyetem/junior/club csapat         |
| -- | ----------------- | ----------- | ---------- | --------------------- | ---------------------------------- |
| 63 | Frank Pietrangelo | Kapus       | CAN        | Pittsburgh Penguins   | Minnesota (WCHA)                   |
| 64 | Dave MacLean      | Jobb szélső | CAN        | Hartford Whalers      | Belleville (OHL)                   |
| 65 | Mikko Mäkelä      | Jobb szélső | FIN        | New York Islanders    | Tampere Ilves (Finnország)         |
| 66 | John Bekkers      | Center      | CAN        | Calgary Flames        | Regina (WHL)                       |
| 67 | Guy Benoit        | Center      | CAN        | Los Angeles Kings     | Shawinigan (QMJHL)                 |
| 68 | Dave Korol        | Védő        | CAN        | Detroit Red Wings     | Winnipeg (WHL)                     |
| 69 | Bob Essensa       | Kapus       | CAN        | Winnipeg Jets         | Henry Carr (Ontario Jr. B)         |
| 70 | Tim Lorenz        | Bal szélső  | CAN        | Vancouver Canucks     | Portland (WHL)                     |
| 71 | Kevan Guy         | Védő        | CAN        | Calgary Flames        | Medicine Hat (WHL)                 |
| 72 | Ron Chyzowski     | Center      | CAN        | Hartford Whalers      | St. Albert (AJHL)                  |
| 73 | Peter Andersson   | Védő        | SWE        | New York Rangers      | Orebro (Svédország)                |
| 74 | Daren Puppa       | Kapus       | CAN        | Buffalo Sabres        | Kirkland Lake (Ontario AA)         |
| 75 | Tim Bergland      | Center      | USA        | Washington Capitals   | Thief River Falls (Minnesota H.S.) |
| 76 | Brian Durand      | Center      | USA        | Minnesota North Stars | Cloquet (Minnesota H.S.)           |
| 77 | Bill Claviter     | Bal szélső  | USA        | Calgary Flames        | Virginia (Minnesota H.S.)          |
| 78 | John Kordic       | Védő        | CAN        | Montréal Canadiens    | Portland (WHL)                     |
| 79 | Tarek Howard      | Védő        | USA        | Chicago Black Hawks   | Olds (AJHL)                        |
| 80 | Esa Tikkanen      | Bal szélső  | FIN        | Edmonton Oilers       | Helsinki IFK (Finnország)          |
| 81 | Allen Bourbeau    | Center      | USA        | Philadelphia Flyers   | Acton-Boxborough (Mass. H.S.)      |
| 82 | Allan LaRochelle  | Kapus       | CAN        | Boston Bruins         | Saskatoon (WHL)                    |
|    |                   |             |            |                       |                                    |

### Ötödik kör
| #   | Játékos         | Poszt       | Nemzetiség | NHL csapat            | Egyetem/junior/club csapat       |
| --- | --------------- | ----------- | ---------- | --------------------- | -------------------------------- |
| 83  | Dan Hodgson     | Center      | CAN        | Toronto Maple Leafs   | Prince Albert (WHL)              |
| 84  | Bob Caulfield   | Jobb szélső | USA        | New York Islanders    | Detroit Lakes (Minnesota H.S.)   |
| 85  | Chris Terreri   | Kapus       | USA        | New Jersey Devils     | Providence (ECAC)                |
| 86  | Petr Klima      | Bal szélső  | CZE        | Detroit Red Wings     | Litvinov (Csehszlovákia)         |
| 87  | Bob Laforest    | Jobb szélső | CAN        | Los Angeles Kings     | North Bay (OHL)                  |
| 88  | Joey Kocur      | Jobb szélső | CAN        | Detroit Red Wings     | Saskatoon (WHL)                  |
| 89  | Harry Armstrong | Védő        | USA        | Winnipeg Jets         | Dubuque (USHL)                   |
| 90  | Doug Quinn      | Védő        | CAN        | Vancouver Canucks     | Nanaimo (WHL)                    |
| 91  | Igor Liba       | Bal szélső  | SVK        | Calgary Flames        | Jihlava (Csehszlovákia)          |
| 92  | Luc Guenette    | Kapus       | CAN        | Quebec Nordiques      | Quebec (QMJHL)                   |
| 93  | Jim Andonoff    | Jobb szélső | USA        | New York Rangers      | Belleville (OHL)                 |
| 94  | Jason Meyer     | Védő        | CAN        | Buffalo Sabres        | Regina (WHL)                     |
| 95  | Martin Bouliane | Center      | CAN        | Washington Capitals   | Granby (QMJHL)                   |
| 96  | Rich Geist      | Center      | USA        | Minnesota North Stars | St Paul Academy (Minnesota H.S.) |
| 97  | Ron Viglasi     | Védő        | CAN        | New York Islanders    | Victoria (WHL)                   |
| 98  | Dan Wurst       | Védő        | USA        | Montréal Canadiens    | Edina (Minnesota H.S.)           |
| 99  | Kevin Robinson  | Bal szélső  | CAN        | Chicago Black Hawks   | Toronto (OHL)                    |
| 100 | Garry Galley    | Védő        | CAN        | Los Angeles Kings     | Bowling Green (CCHA)             |
| 101 | Jerome Carrier  | Védő        | CAN        | Philadelphia Flyers   | Verdun (QMJHL)                   |
| 102 | Allen Pedersen  | Védő        | CAN        | Boston Bruins         | Medicine Hat (WHL)               |
|     |                 |             |            |                       |                                  |

### Hatodik kör
| #   | Játékos          | Poszt       | Nemzetiség | NHL csapat            | Egyetem/junior/club csapat    |
| --- | ---------------- | ----------- | ---------- | --------------------- | ----------------------------- |
| 103 | Patrick Emond    | Center      | CAN        | Pittsburgh Penguins   | Hull (QMJHL)                  |
| 104 | Brian Johnson    | Védő        | USA        | Hartford Whalers      | Silver Bay (Minnesota H.S.)   |
| 105 | Gord Mark        | Védő        | CAN        | New Jersey Devils     | Kamloops (WHL)                |
| 106 | Chris Pusey      | Kapus       | CAN        | Detroit Red Wings     | Brantford (OHL)               |
| 107 | Dave Lundmark    | Védő        | USA        | Los Angeles Kings     | Virginia (Minnesota H.S.)     |
| 108 | Kevin Stevens    | Center      | USA        | Los Angeles Kings     | Silver Lake (Mass. H.S.)      |
| 109 | Joel Baillargeon | Bal szélső  | CAN        | Winnipeg Jets         | Hull (QMJHL)                  |
| 110 | Dave Lowry       | Bal szélső  | CAN        | Vancouver Canucks     | London (OHL)                  |
| 111 | Grant Blair      | Kapus       | CAN        | Calgary Flames        | Harvard (ECAC)                |
| 112 | Brad Walcot      | Védő        | CAN        | Quebec Nordiques      | Kingston (OHL)                |
| 113 | Bob Alexander    | Védő        | USA        | New York Rangers      | Rosemount (Minnesota H.S.)    |
| 114 | Jim Hofford      | Védő        | CAN        | Buffalo Sabres        | Windsor (OHL)                 |
| 115 | Jari Torkki      | Bal szélső  | FIN        | Chicago Black Hawks   | Rauma (Finnország)            |
| 116 | Tom McComb       | Védő        | USA        | Minnesota North Stars | Mount St. Charles (R.I. H.S.) |
| 117 | Darin Illikainen | Bal szélső  | USA        | New York Islanders    | Hermantown (Minnesota H.S)    |
| 118 | Arto Javanainen  | Jobb szélső | FIN        | Montréal Canadiens    | Pori (Finnország)             |
| 119 | Mark LaVarre     | Jobb szélső | USA        | Chicago Black Hawks   | Stratford (Ontario Jr. B)     |
| 120 | Don Barber       | Bal szélső  | CAN        | Edmonton Oilers       | Kelowna (BCJHL)               |
| 121 | Rick Tocchet     | Jobb szélső | CAN        | Philadelphia Flyers   | Sault Ste. Marie (OHL)        |
| 122 | Terry Taillefer  | Kapus       | CAN        | Boston Bruins         | St. Albert (AJHL)             |
|     |                  |             |            |                       |                               |

### Hetedik kör
| #   | Játékos              | Poszt       | Nemzetiség | NHL csapat            | Egyetem/junior/club csapat        |
| --- | -------------------- | ----------- | ---------- | --------------------- | --------------------------------- |
| 123 | Paul Ames            | Védő        | USA        | Pittsburgh Penguins   | Billerica (Mass. H.S.)            |
| 124 | Joe Reekie           | Védő        | CAN        | Hartford Whalers      | North Bay (OHL)                   |
| 125 | Greg Evtushevski     | Jobb szélső | CAN        | New Jersey Devils     | Kamloops (WHL)                    |
| 126 | Bob Pierson          | Bal szélső  | CAN        | Detroit Red Wings     | London (OHL)                      |
| 127 | Tim Burgess          | Védő        | CAN        | Los Angeles Kings     | Oshawa (OHL)                      |
| 128 | Cam Plante           | Védő        | CAN        | Toronto Maple Leafs   | Brandon (WHL)                     |
| 129 | Iain Duncan          | Bal szélső  | CAN        | Winnipeg Jets         | North York Ontario (Jr. B)        |
| 130 | Terry Maki           | Bal szélső  | CAN        | Vancouver Canucks     | Brantford (OHL)                   |
| 131 | Jeff Hogg            | Kapus       | CAN        | Calgary Flames        | Oshawa (OHL)                      |
| 132 | Craig Mack           | Védő        | USA        | Quebec Nordiques      | East Grand Forks (Minnesota H.S.) |
| 133 | Steve Orth           | Center      | USA        | New York Rangers      | St. Cloud Tech (Minnesota H.S.)   |
| 134 | Christian Ruuttu     | Center      | FIN        | Buffalo Sabres        | Pori (Finnország)                 |
| 135 | Dwaine Hutton        | Center      | CAN        | Washington Capitals   | Kelowna (WHL)                     |
| 136 | Sean Toomey          | Bal szélső  | USA        | Minnesota North Stars | St. Paul Cretin (Minnesota H.S.)  |
| 137 | Jim Sprenger         | Védő        | USA        | New York Islanders    | Cloquet (Minnesota H.S.)          |
| 138 | Vlagyiszlav Tretyjak | Kapus       | RUS        | Montréal Canadiens    | CSKA Moszkva (USSR)               |
| 139 | Scott Birnie         | Jobb szélső | CAN        | Chicago Black Hawks   | Cornwall (OHL)                    |
| 140 | Dale Derkatch        | Center      | CAN        | Edmonton Oilers       | Regina (WHL)                      |
| 141 | Bob Mormina          | Jobb szélső | CAN        | Philadelphia Flyers   | Longueuil (QMJHL)                 |
| 142 | Ian Armstrong        | Védő        | CAN        | Boston Bruins         | Peterborough (OHL)                |
|     |                      |             |            |                       |                                   |

### Nyolcadik kör
| #   | Játékos               | Poszt      | Nemzetiség | NHL csapat            | Egyetem/junior/club csapat  |
| --- | --------------------- | ---------- | ---------- | --------------------- | --------------------------- |
| 143 | Christian Duperron    | Védő       | CAN        | Hartford Whalers      | Chicoutimi (QMJHL)          |
| 144 | Jamie Falle           | Kapus      | CAN        | Hartford Whalers      | Clarkson (ECAC)             |
| 145 | Vjacseszlav Fetyiszov | Védő       | RUS        | New Jersey Devils     | CSKA Moszkva (USSR)         |
| 146 | Craig Butz            | Védő       | CAN        | Detroit Red Wings     | Kelowna (WHL)               |
| 147 | Ken Hammond           | Védő       | CAN        | Los Angeles Kings     | RPI (ECAC)                  |
| 148 | Paul Bifano           | Bal szélső | CAN        | Toronto Maple Leafs   | Burnaby (BCJHL)             |
| 149 | Ron Pesetti           | Védő       | CAN        | Winnipeg Jets         | Western Michigan (CCHA)     |
| 150 | John Labatt           | Center     | USA        | Vancouver Canucks     | Minnetonka (Minnesota H.S.) |
| 151 | Chris MacDonald       | Védő       | CAN        | Calgary Flames        | Western Michigan (CCHA)     |
| 152 | Tommy Albelin         | Védő       | SWE        | Quebec Nordiques      | Stockholm (Svédország)      |
| 153 | Pete Marcov           | Bal szélső | CAN        | New York Rangers      | Welland (Ontario Jr. B)     |
| 154 | Don McSween           | Védő       | USA        | Buffalo Sabres        | Redford (NAJHL)             |
| 155 | Marty Abrams          | Kapus      | CAN        | Washington Capitals   | Pembroke (Ontario Jr. A)    |
| 156 | Don Biggs             | Center     | CAN        | Minnesota North Stars | Oshawa (OHL)                |
| 157 | Dale Henry            | Bal szélső | CAN        | New York Islanders    | Saskatoon (WHL)             |
| 158 | Rob Bryden            | Bal szélső | CAN        | Montréal Canadiens    | Henry Carr (Ontario Jr. B)  |
| 159 | Kent Paynter          | Védő       | CAN        | Chicago Black Hawks   | Kitchener (OHL)             |
| 160 | Ralph Vos             | Kapus      | CAN        | Edmonton Oilers       | Abbotsford (BCJHL)          |
| 161 | Pelle Eklund          | Center     | SWE        | Philadelphia Flyers   | Solna (Svédország)          |
| 162 | Francois Olivier      | Bal szélső | CAN        | Boston Bruins         | St. Jean (QMJHL)            |
|     |                       |            |            |                       |                             |

### Kilencedik kör
| #   | Játékos        | Poszt       | Nemzetiség | NHL csapat            | Egyetem/junior/club csapat       |
| --- | -------------- | ----------- | ---------- | --------------------- | -------------------------------- |
| 163 | Marty Ketola   | Jobb szélső | USA        | Pittsburgh Penguins   | Cloquet (Minnesota H.S.)         |
| 164 | Bill Fordy     | Bal szélső  | CAN        | Hartford Whalers      | Guelph (OHL)                     |
| 165 | Jay Octeau     | Védő        | USA        | New Jersey Devils     | Mount St. Charles (R.I. H.S.)    |
| 166 | Dave Sikorski  | Védő        | USA        | Detroit Red Wings     | Cornwall (OHL)                   |
| 167 | Bruce Fishback | Center      | USA        | Los Angeles Kings     | White Bear Lake (Minnesota H.S.) |
| 168 | Cliff Abrecht  | Védő        | CAN        | Toronto Maple Leafs   | Princeton (ECAC)                 |
| 169 | Todd Flichel   | Védő        | CAN        | Winnipeg Jets         | Gloucester (COJHL)               |
| 170 | Allan Measures | Védő        | CAN        | Vancouver Canucks     | Calgary (WHL)                    |
| 171 | Rob Kivell     | Védő        | CAN        | Calgary Flames        | Victoria (WHL)                   |
| 172 | Wayne Groulx   | Center      | CAN        | Quebec Nordiques      | Sault Ste. Marie (OHL)           |
| 173 | Paul Jerrard   | Jobb szélső | CAN        | New York Rangers      | Notre Dame (Sask. AAA)           |
| 174 | Tim Hoover     | Védő        | CAN        | Buffalo Sabres        | Sault Ste. Marie (OHL)           |
| 175 | Dave Cowan     | Bal szélső  | USA        | Washington Capitals   | Washburn (Minnesota H.S.)        |
| 176 | Paul Pulis     | Jobb szélső | USA        | Minnesota North Stars | Hibbing (Minnesota H.S.)         |
| 177 | Kevin Vescio   | Védő        | CAN        | New York Islanders    | North Bay (OHL)                  |
| 178 | Grant Mckay    | Védő        | CAN        | Montréal Canadiens    | Calgary (CWUAA)                  |
| 179 | Brian Noonan   | Center      | USA        | Chicago Black Hawks   | Archbishop Williams (Mass. H.S.) |
| 180 | Dave Roach     | Kapus       | CAN        | Edmonton Oilers       | New Westminster (BCJHL)          |
| 181 | Robbie Nichols | Bal szélső  | CAN        | Philadelphia Flyers   | Kitchener (OHL)                  |
| 182 | Harri Laurila  | Védő        | FIN        | Boston Bruins         | Lahti (Finnország)               |
|     |                |             |            |                       |                                  |

### Tizedik kör
| #   | Játékos             | Poszt       | Nemzetiség | NHL csapat            | Egyetem/junior/club csapat     |
| --- | ------------------- | ----------- | ---------- | --------------------- | ------------------------------ |
| 183 | Alex Haidy          | Jobb szélső | CAN        | Pittsburgh Penguins   | Sault Ste. Marie (OHL)         |
| 184 | Greg Rolston        | Jobb szélső | USA        | Toronto Maple Leafs   | Flint Powers (Michigan H.S.)   |
| 185 | Alekszandr Csernyik | Center      | RUS        | New Jersey Devils     | Voskresensk (USSR)             |
| 186 | Stu Grimson         | Bal szélső  | CAN        | Detroit Red Wings     | Regina (WHL)                   |
| 187 | Thomas Ahlen        | Védő        | SWE        | Los Angeles Kings     | Skelleftea (Svédország)        |
| 188 | Brian Ross          | Védő        | CAN        | Toronto Maple Leafs   | Kitchener (OHL)                |
| 189 | Kory Wright         | Jobb szélső | USA        | Winnipeg Jets         | Dubuque (USHL)                 |
| 190 | Roger Grillo        | Védő        | USA        | Vancouver Canucks     | Maine (ECAC)                   |
| 191 | Tom Pratt           | Védő        | USA        | Calgary Flames        | Kimball Union (N.H. H.S.)      |
| 192 | Scott Shaunessy     | Védő        | USA        | Quebec Nordiques      | St. John's Prep (Mass. H.S.)   |
| 193 | Reine Karlsson      | Bal szélső  | SWE        | Hartford Whalers      | Sodertalje (Svédország)        |
| 194 | Mark Ferner         | Védő        | CAN        | Buffalo Sabres        | Kamloops (WHL)                 |
| 195 | Yves Beaudoin       | Védő        | CAN        | Washington Capitals   | Shawinigan (QMJHL)             |
| 196 | Miloš Říha          | Bal szélső  | CZE        | Minnesota North Stars | Vitkovice (Csehszlovákia)      |
| 197 | Dave Shellington    | Bal szélső  | CAN        | New York Islanders    | (Cornwall OHL)                 |
| 198 | Thomas Rundqvist    | Bal szélső  | SWE        | Montréal Canadiens    | Karlstad (Svédország)          |
| 199 | Dominik Hašek       | Kapus       | CZE        | Chicago Black Hawks   | Pardubice (Csehszlovákia)      |
| 200 | Warren Yadlowski    | Center      | CAN        | Edmonton Oilers       | Calgary (WHL)                  |
| 201 | Bill McCormack      | Center      | USA        | Philadelphia Flyers   | Westminster (Connecticut H.S.) |
| 202 | Paul Fitzsimmons    | Védő        | USA        | Boston Bruins         | Northeastern (ECAC)            |
|     |                     |             |            |                       |                                |

### Tizenegyedik kör
| #   | Játékos          | Poszt       | Nemzetiség | NHL csapat            | Egyetem/junior/club csapat       |
| --- | ---------------- | ----------- | ---------- | --------------------- | -------------------------------- |
| 203 | Garth Hildebrand | Bal szélső  | CAN        | Pittsburgh Penguins   | Calgary (WHL)                    |
| 204 | Allan Acton      | Bal szélső  | CAN        | Hartford Whalers      | Saskatoon (WHL)                  |
| 205 | Alan Stewart     | Bal szélső  | CAN        | New Jersey Devils     | Prince Albert (WHL)              |
| 206 | Jeff Frank       | Jobb szélső | USA        | Detroit Red Wings     | Regina (WHL)                     |
| 207 | Jan Blaha        | Jobb szélső | CZE        | Los Angeles Kings     | Ceske Budejovice (Csehszlovákia) |
| 208 | Mike Tomlak      | Center      | CAN        | Toronto Maple Leafs   | Cornwall (OHL)                   |
| 209 | Eric Cormier     | Bal szélső  | CAN        | Winnipeg Jets         | St. George's (Quebec H.S.)       |
| 210 | Steve Kayser     | Védő        | CAN        | Vancouver Canucks     | Vermont (ECAC)                   |
| 211 | Jaroslav Benak   | Védő        | CZE        | Calgary Flames        | Jihlava (Csehszlovákia)          |
| 212 | Oldrich Valek    | Jobb szélső | CZE        | Minnesota North Stars | Jihlava (Csehszlovákia)          |
| 213 | Bryan Walker     | Védő        | CAN        | New York Rangers      | Portland (WHL)                   |
| 214 | Uwe Krupp        | Védő        | GER        | Buffalo Sabres        | Köln (NSZK)                      |
| 215 | Alain Raymond    | Kapus       | CAN        | Washington Capitals   | Trois-Rivieres (QMJHL)           |
| 216 | Anders Huss      | Center      | SWE        | Washington Capitals   | Gavle (Svédország)               |
| 217 | John Bjorkman    | Center      | USA        | New York Islanders    | Warroad (Minnesota H.S.)         |
| 218 | Jeff Perpich     | Védő        | USA        | Montréal Canadiens    | Hibbing (Minnesota H.S.)         |
| 219 | Steve Pepin      | Center      | CAN        | Chicago Black Hawks   | St. Jean (QMJHL)                 |
| 220 | John Miner       | Védő        | CAN        | Edmonton Oilers       | Regina( WHL)                     |
| 221 | Brian Jopling    | Kapus       | USA        | Philadelphia Flyers   | Williston Academy (Mass. H.S.)   |
| 222 | Norm Foster      | Kapus       | CAN        | Boston Bruins         | Penticton (BCJHL)                |
|     |                  |             |            |                       |                                  |

### Tizenkettedik kör
| #   | Játékos             | Poszt       | Nemzetiség | NHL csapat            | Egyetem/junior/club csapat      |
| --- | ------------------- | ----------- | ---------- | --------------------- | ------------------------------- |
| 223 | Dave Goertz         | Védő        | CAN        | Pittsburgh Penguins   | Regina (WHL)                    |
| 224 | Darcy Kaminski      | Védő        | CAN        | Hartford Whalers      | Lethbridge (WHL)                |
| 225 | Alekszej Kaszatonov | Védő        | RUS        | New Jersey Devils     | CSKA Moszkva (USSR)             |
| 226 | Chuck Chiatto       | Center      | USA        | Detroit Red Wings     | Cranbrook (Michigan H.S.)       |
| 227 | Chad Johnson        | Center      | USA        | Los Angeles Kings     | Roseau (Minnesota H.S.)         |
| 228 | Ron Choules         | Bal szélső  | CAN        | Toronto Maple Leafs   | Trois-Rivieres (QMJHL)          |
| 229 | Jamie Husgen        | Védő        | USA        | Winnipeg Jets         | Des Moines (USHL)               |
| 230 | Jay Mazur           | Jobb szélső | CAN        | Vancouver Canucks     | Breck (Minnesota H.S.)          |
| 231 | Szergej Makarov     | Jobb szélső | RUS        | Calgary Flames        | CSKA Moszkva (USSR)             |
| 232 | Bo Berglund         | Jobb szélső | SWE        | Quebec Nordiques      | Stockholm (Svédország)          |
| 233 | Ulf Nilsson         | Kapus       | SWE        | New York Rangers      | Skelleftea (Svédország)         |
| 234 | Marc Hamelin        | Kapus       | CAN        | Buffalo Sabres        | Shawinigan (QMJHL)              |
| 235 | Kermit Salfi        | Bal szélső  | USA        | Buffalo Sabres        | Northwood (New York H.S.)       |
| 236 | Paul Roff           | Jobb szélső | USA        | Minnesota North Stars | Edina (Minnesota H.S.)          |
| 237 | Peter McGeough      | Védő        | USA        | New York Islanders    | Hendricken (R.I. H.S.)          |
| 238 | Jean-Guy Bergeron   | Védő        | CAN        | Montréal Canadiens    | Shawinigan (QMJHL)              |
| 239 | Jindrich Kokrment   | Center      | CZE        | Quebec Nordiques      | Litvinov (Csehszlovákia)        |
| 240 | Ryan Cretacci       | Védő        | CAN        | Edmonton Oilers       | Verdun (QMJHL)                  |
| 241 | Dareik Gray         | Bal szélső  | USA        | Philadelphia Flyers   | Belmont Hill (Mass. H.S.)       |
| 242 | Ryan Fraser         | Védő        | USA        | Boston Bruins         | Trinity-Pawling (New York H.S.) |
|     |                     |             |            |                       |                                 |